# 特科教導隊
特科教導隊（とっかきょうどうたい、JGSDF Artillery School Unit：FASch）は、陸上自衛隊富士駐屯地（静岡県駿東郡小山町）に駐屯する富士教導団隷下の野戦特科（教導）部隊である。

## 概要
隊長は1等陸佐（三）が充てられ、濃黄（山吹色）の群旗を使用する。富士学校の野戦特科学生に対する教育支援や戦術の研究、教範の作成支援などを行い、全野戦特科部隊の模範となるべく創設された。
警備隊区は持たないが、南海トラフ巨大地震発生時は第34普通科連隊第5普通科中隊に代わり、同中隊の警備隊区を担当するほか、首都直下巨大地震発生時においても、東京23区の一部を担当する。

## 沿革
第61連隊第3大隊
- 1954年（昭和29年）6月10日：第61連隊第3大隊（第9中隊欠）が宇都宮駐屯地から新たに開設された富士駐屯地に移駐[1]。

第1特科連隊第3特科大隊
- 1954年（昭和29年）
  - 7月1日：陸上自衛隊発足により、第61連隊第3大隊が第1特科連隊第3特科大隊に称号変更。
  - 9月15日：第9射撃中隊が習志野駐屯地から富士駐屯地に移駐[2]。

第108特科大隊
- 1954年（昭和29年）9月25日：第1特科連隊第3特科大隊（富士駐屯地）が第108特科大隊に改編[2]。
- 1957年（昭和32年）11月20日：第303観測中隊が富士駐屯地において編成完結[2]。

特科教導隊
- 1961年（昭和36年）8月17日：富士教導隊新編により、第108特科大隊が特科教導隊に改編され同隊に配属[1]。
- 1965年（昭和40年）8月3日：富士教導隊が廃止となり、富士教導団が新編され隷下に編入[1]。
- 1977年（昭和52年）3月25日：75式自走155mmりゅう弾砲が導入[1]。
- 1978年（昭和53年）3月4日：第5射撃中隊に75式130mm自走多連装ロケット弾発射機が導入[1]。
- 1985年（昭和60年）8月26日：155mmりゅう弾砲FH70が導入[1]。
- 1991年（平成03年）3月29日：88式地対艦誘導弾が導入され第6射撃中隊が新編[1]。
- 1995年（平成07年）3月28日：多連装ロケットシステム（MLRS）が導入され第7射撃中隊が新編[1]。
- 2002年（平成14年）
  - 2月7日：99式自走155mmりゅう弾砲が導入[1]。
  - 3月27日：後方支援体制変換に伴い、整備部門を東部方面後方支援隊富士教育直接支援大隊に移管。
- 2012年（平成24年）3月：第6射撃中隊に12式地対艦誘導弾が導入。
- 2022年（令和04年）3月17日：部隊改編[3]。

1. 本部管理中隊指揮小隊が改編[3]。
2. 第4射撃中隊の主要装備が203mm自走りゅう弾砲から全国に先駆けて19式装輪自走155mmりゅう弾砲に改編[3]。

- 2023年（令和05年）3月16日：第303観測中隊（富士駐屯地）を廃止・改編し、情報中隊を新編[4]。

- 2024年（令和06年）3月21日：第5射撃中隊（多連装ロケットシステム装備）を廃止。

## 部隊編成
- 特科教導隊本部
- 本部管理中隊「特教-本」：82式指揮通信車
- 情報中隊「特教-情」
  - 空中標定小隊：遠隔操縦観測システム（FFOS）
- 第1射撃中隊「特教-1」：155mmりゅう弾砲 FH70、中砲けん引車
- 第2射撃中隊「特教-2」：155mmりゅう弾砲 FH70、中砲けん引車
- 第3射撃中隊「特教-3」：99式自走155mmりゅう弾砲、99式弾薬給弾車
- 第4射撃中隊「特教-4」：19式装輪自走155mmりゅう弾砲
- 第6射撃中隊「特教-6」：12式地対艦誘導弾システム

## 整備支援部隊
- 東部方面後方支援隊富士教育直接支援大隊「富教直支-？」（富士駐屯地）：2002年（平成14年）3月27日から

## 主要幹部
| 官職名       | 階級    | 氏名       | 補職発令日     | 前職         |
| ------------ | ------- | ---------- | -------------- | ------------ |
| 特科教導隊長 | 1等陸佐 | 志道桂太郎 | 2024年03月18日 | 情報本部勤務 |

| 代 | 氏名                 | 在職期間                        | 前職                                           | 後職                                  |
| -- | -------------------- | ------------------------------- | ---------------------------------------------- | ------------------------------------- |
| 01 | 飯川寅男 （2等陸佐） | 1961年08月17日 - 1961年12月00日 | 第108特科大隊長                                |                                       |
| 02 | 増子友康 （2等陸佐） | 1961年12月00日 - 1964年03月15日 | 第110特科大隊長                                | 陸上自衛隊富士学校                    |
| 03 | 畑中章 （2等陸佐）   | 1964年03月16日 - 1966年03月15日 | 陸上自衛隊富士学校                             | 第5特科連隊副連隊長                   |
| 04 | 永嶋一雄             | 1966年03月16日 - 1969年07月15日 | 第7特科連隊第4大隊長 →1966年7月1日 1等陸佐昇任 | 東千歳駐とん地業務隊長                |
| 05 | 松友克已             | 1969年07月16日 - 1971年07月15日 | 陸上自衛隊幹部学校研究員                       | 第1特科連隊長 兼 駒門駐とん地司令     |
| 06 | 斉田良夫             | 1971年07月16日 - 1973年07月15日 | 第1特科連隊第5大隊長 兼 北富士駐とん地司令     | 練馬駐とん地業務隊長                  |
| 07 | 山田豊平             | 1973年07月16日 - 1975年03月16日 | 第1特科団本部高級幕僚                          | 自衛隊埼玉地方連絡部長                |
| 08 | 田村十               | 1975年03月17日 - 1975年03月15日 | 東部方面総監部第3部勤務                        | 防衛研修所所員                        |
| 09 | 米岡道夫             | 1977年03月16日 - 1978年11月30日 | 統合幕僚学校学校教官                           | 統合幕僚会議事務局第2幕僚室勤務       |
| 10 | 村上栄一             | 1978年12月01日 - 1981年03月15日 | 第4特科連隊副連隊長                            | 陸上自衛隊高射学校研究員              |
| 11 | 伊藤政美             | 1981年03月16日 - 1983年07月31日 | 陸上自衛隊幹部学校学校教官                     | 技術研究本部札幌試験場長              |
| 12 | 梅津治平             | 1983年08月01日 - 1986年03月16日 | 第13師団司令部第3部長                          | 西部方面総監部人事部募集課長          |
| 13 | 穴井成               | 1986年03月17日 - 1988年03月15日 | 陸上幕僚監部監理部総務課 企画班長              | 装備開発実験隊総務科長                |
| 14 | 濱本良弘             | 1988年03月16日 - 1990年03月15日 | 陸上自衛隊調査学校学校教官                     | 陸上自衛隊化学学校総務課長            |
| 15 | 柳瀬之茂             | 1990年03月16日 - 1992年03月15日 | 陸上自衛隊調査学校勤務                         | 陸上自衛隊幹部学校研究員              |
| 16 | 堀川康昌             | 1992年03月16日 - 1993年07月31日 | 装備開発実験隊射表科長                         | 陸上自衛隊富士学校特科部教育課長      |
| 17 | 須子高行             | 1993年08月01日 - 1996年07月31日 | 陸上自衛隊富士学校主任教官                     | 木更津駐屯地業務隊長                  |
| 18 | 羽田孝               | 1996年08月01日 - 1998年07月31日 | 北千歳駐屯地業務隊長                           | 第7師団司令部勤務                     |
| 19 | 迎直樹               | 1998年08月01日 - 2000年07月31日 | 陸上自衛隊幹部候補生学校学校教官               | 第5地対艦ミサイル連隊長               |
| 20 | 岩政恒男             | 2000年08月01日 - 2003年03月26日 | 陸上幕僚監部監理部総務課勤務                   | 西部方面特科隊副隊長                  |
| 21 | 三原弘明             | 2003年03月27日 - 2005年03月22日 | 東部方面総監部装備部後方運用課長               | 陸上自衛隊幹部学校学校教官            |
| 22 | 松田秀夫             | 2005年03月23日 - 2008年03月25日 | 陸上自衛隊富士学校管理部 演習場管理課長        | 陸上自衛隊小平学校総務部総務課長      |
| 23 | 長坂欣亮             | 2008年03月26日 - 2010年03月28日 | 陸上自衛隊小平学校情報教育部 第2教育課長       | 自衛隊情報保全隊東部情報保全隊長      |
| 24 | 戸上義隆             | 2010年03月29日 - 2012年07月31日 | 東北方面総監部総務部広報室長                   | 東北方面総監部人事部厚生課長          |
| 25 | 林優                 | 2012年08月01日 - 2014年03月22日 | 陸上自衛隊幹部候補生学校総務部 総務課長        | 西部方面総監部総務部総務課長          |
| 26 | 小野真嗣             | 2014年03月23日 - 2016年07月31日 | 北部方面総監部人事部援護業務課長               | 西部方面総監部総務部総務課長          |
| 27 | 谷口拓也             | 2016年08月01日 - 2018年03月22日 | 中部方面総監部総務部総務課長                   | 中部方面総監部付                      |
| 28 | 松本啓司             | 2018年03月23日 - 2020年03月15日 | 第1特科団本部高級幕僚                          | 東北方面総監部人事部援護業務課長      |
| 29 | 黒瀧隆志             | 2020年03月16日 - 2022年03月13日 | 陸上自衛隊富士学校特科部研究課長               | 陸上自衛隊富士学校特科部 訓練評価室長 |
| 30 | 村岡史朗             | 2022年03月14日 - 2024年03月17日 | 九州防衛局防衛補佐官                           | 自衛隊新潟地方協力本部長              |
| 31 | 志道桂太郎           | 2024年03月18日 -                | 情報本部勤務                                   |                                       |

## 主要装備
本部管理中隊
- 96式装輪装甲車
- 82式指揮通信車

第1射撃中隊、第2射撃中隊
- 155mmりゅう弾砲 FH70
- 中砲けん引車

第3射撃中隊
- 99式自走155mmりゅう弾砲
- 99式弾薬給弾車
- 96式装輪装甲車

第4射撃中隊
- 19式装輪自走155mmりゅう弾砲
- 82式指揮通信車

第6射撃中隊
- 12式地対艦誘導弾

情報中隊
- 80式気象測定装置 JMMQ-M2
- 気象測定装置 JMMQ-M5
- 対砲レーダ装置 JTPS-P16
- 対迫レーダ装置 JMPQ-P13
- 音源標定装置 JGNS-N3
- 音源標定装置 JGNS-N1-B
- 遠隔操縦観測システム

共通
- 1/2tトラック / 73式小型トラック
- 1 1/2tトラック / 73式中型トラック
- 3 1/2tトラック / 73式大型トラック

過去の装備
第1射撃中隊
- 105mm榴弾砲M2A1

第2射撃中隊
- 105mm榴弾砲M2A1

第3射撃中隊
- 105mm榴弾砲M2A1
- 75式自走155mmりゅう弾砲

第4射撃中隊
- 155mm自走りゅう弾砲
- 155mm榴弾砲M1
- 203mm自走りゅう弾砲
- 87式砲側弾薬車

第5射撃中隊
- 155mm加農砲M2　2門
- 203mm榴弾砲M2 　2門
- 67式R30型ロケット
- M8Ａ1牽引車
- 73式牽引車
- 75式130mm自走多連装ロケット弾発射機　1個射撃隊3両
- 多連装ロケットシステムMLRS

第6射撃中隊
- 88式地対艦誘導弾